# Julia Schlaepfer
Julia Schlaepfer (Bellevue, Washington; 3 de marzo de 1995) es una actriz estadounidense, reconocida por interpretar a Alice Charles en la serie de comedia dramática de Netflix The Politician y a Alexandra Dutton en la serie del oeste del canal Paramount+, 1923.

## Filmografía

### Cine
| Año  | Título                | Papel          |
| ---- | --------------------- | -------------- |
| 2018 | Charlie Says          | Sandra Good    |
| 2022 | The Sky Is Everywhere | Rachel Brazile |

### Televisión
| Año       | Título                  | Papel            | Notas        |
| --------- | ----------------------- | ---------------- | ------------ |
| 2017      | Madam Secretary         | Ashley Whittaker | 1 episodio   |
| 2018      | Instinct                | Maggie Fallon    | 1 episodio   |
| 2019–2020 | The Politician          | Alice Charles    | 15 episodios |
| 2022      | American Horror Stories | Celeste          | 1 episodio   |
| 2022–2025 | 1923                    | Alexandra Dutton | 15 episodios |